# Parviz Natel-Khanlari
Parviz Natel-Khanlari (persiska: پرویز ناتل خانلری) född 1914 i Teheran, Iran, död 23 augusti 1990 i Teheran, var en iransk iranist och professor vid Teherans universitet samt även statsråd. Han har bland annat skrivit viktiga verk inom persisk grammatik, prosodi och metrik.
Parviz Natel Khanlari doktorerade i persisk litteratur vid Teherans universitet och studerade även lingvistik vid Sorbonne i Paris. 1980 utgav han en standardutgåva av Shams al-din Hafiz' lyrikssamling (divan): Divān-e Hāfez. Detta verk har översatts till engelska av Peter Avery med titeln The Collected Lyrics of Hafiz of Shiraz.